# Kenichi Ono
 (janvier 2012).
Kenichi Ono (小野 健一, Ono Kenichi) est un seiyū (comédien de doublage) japonais de rimax.CO.ltd, né le 11 janvier 1958 à Tokyo. Son nom de naissance est Kikuo Ono (小野 喜久男, Ono Kikuo).

## Rôles notables

### Série anime
- Super Pig (Kokubu Shinichirou)
- Zillion (Dr. Kariga)
- Martian Successor Nadesico (Prospecteur)
- Les Enquêtes de Kindaichi (Takato Youichi, Watson)
- Kinnikuman: Nisei (Ramenman)
- Eureka Seven (Morita)
- Cosmo Police Justy (Bolbar)
- Beyblade (George Smith)
- Hajime no Ippo (Fujii)
- Hikaru no Go (Kawaii-san)
- Futari wa Pretty Cure (Roi Haaku)
- Futari wa Pretty Cure Max Heart (Valdes)
- Future GPX Cyber Formula (Asurada)
- Bobobo-bo Bo-bobo (Nenchaku)
- Super Robot Wars Original Generation: Divine Wars (Sanger Zonvolt)
- Machine Robo: Revenge of Cronos (Gillhead)
- Machine Robo: Battle Hackers (Shuttle Robo, Shibumidas, Devil Satan 6)
- Muka Muka Paradise (Bundoi)
- Love Hina (Beau-père de Naru)
- Flame of Recca (Tatesako-sensei)
- RockMan.EXE (Dark Miyabi)
- One Piece (Gyn, Dalton, Mr 11, San Juan Wolf)
- Les Supers Nanas Zeta (Monstre Radio)
- Dai-Guard (Shirou Shirota)

### OVA
- Guyver (Aptom)
- Gekigangar III (Umitsubame Joe)
- Future GPX Cyber Formula (Asurada)
- Super Robot Wars Original Generation: The Animation (Sanger Zonvolt)
- Special Duty Combat Unit Shinesman (Shinesman Sepia)

### Film anime
- Nadesico: Prince of Darkness (Prospecteur)
- Les Enquêtes de Kindaichi : Kindaichi Case Files 2 (Takato Youichi)

### Jeux
- Série de Kinnikuman (Ramenman/Mongolman, Specialman)
- Série de Super Robot Wars (Sanger Zonvolt, Prospecteur, Devil Satan 6, Wodan Ymir)
- Puyo Puyo (Satan)
- Puyo Puyo 7 (Risukuma-senpai)
- Project Sekai: Colorful Stage! feat. Hatsune Miku (Aoyagi Harumichi - Toya's Father)

### Rôles doublage
- La Loi de Los Angeles (Jonathan Rollins)
- Un cri dans l'océan (Mulligan)
- L'Armée des morts (Steve)